# プレフォーミュレーション研究
プレフォーミュレーション研究（—けんきゅう、preformulation）とは製剤研究の第一段階であり、スクリーニングによって得られた候補化合物（原薬）の物性や安定性の調査や、生物薬剤学的評価を行い、剤形の決定など後の製剤化研究のアウトラインを決定する。
この段階で得られた情報は医薬品開発に還元され、前臨床試験のための貴重なデータとなる。